# Tamiyasu Tomoe
Tamiyasu Tomoe (民安 ともえ (Dân An Hữu Hội) sinh ngày 3 tháng 1) là một nữ diễn viên lồng tiếng và ca sĩ Nhật, thường làm việc trong các trò chơi người lớn; cô đến từ tỉnh Hiroshima, Nhật Bản. Cô khởi nghiệp vào năm 2005 với công việc lồng tiếng và bắt đầu sự nghiệp ca hát vào năm 2006. Tamiyasu cũng là người dẫn chương trình trong ba chuyên mục radio trên internet, và đóng vai khách mời trong chuyên mục thứ tư. Cô cũng được biết đến với tên Tamiya Tomoe, chẳng hạn như khi lồng tiếng nhân vật Natsume Rin cho visual novel Little Busters! của Key. Cô cũng thực hiện các ca khúc trong album thanh nhạc phát hành cho Rin trong Little Busters!.

## Vai lồng tiếng
| 2005 - Hitozuma Swapping Seikatsu - Hotaru no Kigi - I-ki-na-ri Iinazuke: Hime-sama no Okoshire - Mareido: Chōkyō no Kan - Mugen Rinkan - Ohime-sama wa Tokkun Chū!!2: Uketsugareshi Sei Naru Majutsu - Osananajimi no Nukumori - Pa-pi-ko-n: Futago no Musume wa Dōkyūsei - Project Sex 2006 - >>Fami! Kyō no Menu wa Lesson C - Ano Machi no Koi no Uta - AV King - Chicchai Medio-san - Chokotto Vampire - Cloth × Close: Boku ga Kiin!? - CooL!! Kyō Musume Jun Reika - Cross Fire - Double Solid - Elder Vice - Figyū @ Mate - Jokyōshi Yūko - Kansen - Kunoichi Saya - Mamotte Agechū! Karaoke-hen "Masami" - Mamoote Agechū! Shūshoku Party-hen Rankōshi Chū zo! - Moeru Downhill Night 2 - Onegai Goshushin-sama! - Onidō Fūgamiki - Oshiete Miko Sensei - Rabu + Rabi - Reijō Kurabu: Dajoku no Ryoshūtachi - Seikishi Sanranki - Snow: Plus Edition | 2007 - Ane wa Bikini Model - Arcus X: Itsuwari no Rinjin, Inkō e no Shōtaijō - Arcus X: Seigen no Kaishōsha, Shinobiyoru Inmu - Arcus X: Seigen Sensō, Ingoku no Kiseki - Ayatsuri Haramase Dream Note - Boku ga Koshita Ojō-sama - Chikan Senyō Sharyō: Kutsujoku no Chikan Densha - Dain Miko - Fūrinkan-san: Kono Mi Ikutabi Kegasare Yōto mo - Hime Kishi Angelica: Anatatte Hontō ni Saitei no Kuzu da wa! - Jōtai Saishū: Onna no Mata ni Hisomu Chō - Inbaku Kankin Chōkyō - Inran Roshutsu Chōkyō - Inshoku Chikan Densha - Kankeizu - Kansen 2: Inzai Toshi - Kyun Kyun Dō: Otona no Tame no Oisha-san Gokko - Little Busters! trong vai Natsume Rin, Naoe Riki và Sasasegawa Sasami - Love kiss! Anchor - Mahō Shōjo Nayuta - Megami Taisen - Mimi × Mimi: Hatsujō Chūiho - Moeru Downhill Night Blaze - Ōzoku - Ore no Megami-sama! - Osananajimi wa Bed Yakuza! - Rururu to Sasara no Sensei Oshiete: Boku wa Onna no Obōcchama - Shifuki Mermaid - Sorudianji Mahō Kurabu - Trouble Succubus 'Darling, Kona mo Ippaai Ecchi Shichao' - Zoku Hitō Meguri 2008 - 5 trong vai Harunire Shino - Hoshiuta trong vai Suoh Nanano 2009 - Hoshiuta: Starlight Serenade trong vai Suoh Nanano 2010 - Iro ni Ide ni Keri Waga Koi wa trong vai Tenjo Rio |

## Ca khúc chủ đề của trò chơi
- "Famifami", ca khúc chủ đề mở đầu của >>Fami! Kyō no Menu wa Lesson C
- "Kirakira × Keeper", ca khúc chủ đề mở đầu của Osōji Sentai Clean Keeper
- "Love Love Trouble", ca khúc chủ đề mở đầu của Trouble Succubus 'Darling, Kona mo Ippaai Ecchi Shichao'
- "Medio-san Super Live!", ca khúc chủ đề mở đầu của Onegai Goshushin-sama!
- "MySweetHome", ca khúc chủ đề mở đầu của SweetHome
- "Oyome-san ga Megami-sama", ca khúc chủ đề mở đầu của Ore no Megami-sama!
- "Sensei Oshiete", ca khúc chủ đề mở đầu của Rururu to Sasara no Sensei Oshiete: Boku wa Onna no Obōcchama
- "Dakko Shite Gyu! ~Nanji Tonari no Yome wo Aise~", ca khúc chủ đề mở đầu của Dakko Shite Gyu! -Ore no Yome wa Dakimakura-